# Ma vie est un enfer (téléfilm)
Pour les articles homonymes, voir Ma vie est un enfer (film).
Ma vie est un enfer (A Family Thanksgiving) est un téléfilm américain réalisé par Neill Fearnley et diffusé le 6 novembre 2010 sur Hallmark Channel.
Le téléfilm est rediffusé en France sous le titre de Maman, Moi ? Jamais ! le 22 avril 2014 sur TF1.

## Synopsis
Claudia est une avocate ambitieuse qui a totalement délaissé sa vie de famille au profit de sa carrière. Un jour, elle rencontre une femme mystérieuse qui lui montre ce que pourrait être sa vie sans son travail.

## Fiche technique
- Titre original : A Family Thanksgiving
- Réalisation : Neill Fearnley
- Scénario : Emily Baer
- Photographie : Michael Balfry
- Musique : Peter Allen
- Durée : 90 minutes
- Pays :  États-Unis

## Distribution
- Daphne Zuniga (VF : Déborah Perret) : Claudia Parks
- Faye Dunaway (VF : Perrette Pradier) : Gina
- Gina Holden (VF : Marie-Eugénie Maréchal) : Jen
- Dan Payne (VF : Pascal Germain) : Bill Mills
- Neill Fearnley (VF : Philippe Dumond) : John Skinton
- Kennedi Clements (en) : Amy Mills
- Catherine Lough Haggquist : Lindsay
- Lauren Cochrane : Jessica